# Frank Hatton

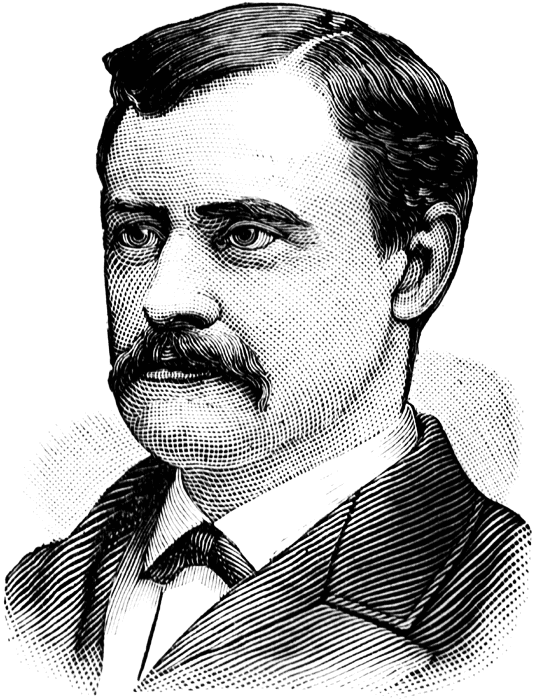
Frank Hatton

Frank Hatton (* 28. April 1846 in Cambridge, Ohio; † 30. April 1894 in Washington, D.C.) war ein US-amerikanischer Politiker (Republikanische Partei), der im Kabinett von US-Präsident Chester A. Arthur das Amt des Postministers bekleidete.
Hatton war der Sohn eines Druckers und ging auch zunächst bei seinem Vater in die Lehre. Bei Ausbruch des Bürgerkrieges schloss er sich den Unionstruppen an, in denen er zunächst als Trommler diente. Im weiteren Verlauf des Krieges brachte er es bis zum Rang eines Leutnants. 1866 verließ er die Armee und schlug eine Laufbahn im Zeitungsgewerbe ein. In Burlington (Iowa) arbeitete er als Redakteur beim Republikaner-Organ Daily Hawk-Eye, was ihm innerhalb der Partei-Hierarchie zum Aufstieg verhalf. Hatton sympathisierte dabei mit den Stalwarts.
James A. Garfield, Sieger der Präsidentschaftswahl 1880, berief Hatton zum stellvertretenden Postmaster General. Nach dem Wechsel von Walter Q. Gresham ins Finanzministerium stieg er dann im Oktober 1884 zum Postminister im Kabinett Arthur auf. Mit 38 Jahren war Hatton das jüngste Kabinettsmitglied seit Alexander Hamilton. Bereits im Juni desselben Jahres hatte sich Frank Hatton bei der Republican National Convention vergeblich für eine erneute Kandidatur von Präsident Arthur eingesetzt; der Parteitag votierte mehrheitlich für James G. Blaine, der später die Wahl gegen Grover Cleveland verlor. So schied Hatton mit dem Ende von Arthurs Präsidentschaft im März 1885 ebenfalls aus dem Amt.
Er kehrte ins Zeitungsgeschäft zurück und arbeitete als Redakteur zunächst für die Chicago Mail und die New York Press, ehe er zur Washington Post wechselte. Dort erlitt Hatton 1894, während er an seinem Schreibtisch saß, einen Schlaganfall, an dessen Folgen er zwei Tage nach seinem 48. Geburtstag starb.